# Concours de la Nouvelle George Sand
Le Concours de la Nouvelle George Sand remet un prix littéraire français, créé en 2004 . Il récompense une œuvre de langue française écrite par une femme.
2023 : Anny Duperey est la marraine de l’édition 2023.
Edition 2023 : Grand prix Catherine Prouzet ; prix nouvelle d'ailleurs : Hélène Magisson.

Edition 2022 : Grand prix de la Nouvelle George Sand/prix Lenzi : Bénédicte de la Guérivière ; Prix "Nouvelle sans frontières" / prix CBS Conseils : Marianne Cardy.

2021 : Christelle François,prix de la Nouvelle George Sand / Prix Lenzi ;
prix CBS Conseils à Lisa Fernandes.

2020 : Prix de la Nouvelle George Sand à Muriel Fevre.

2019: Prix de la Nouvelle George Sand à Marie-Hélène Moreau  / Prix Piaulet Aviation

2018: Prix de la Nouvelle George Sand à Laurine THIZY.

2017 : Prix de la Nouvelle George Sand à Patricia VIGNAT / prix ASTRONICS.